# 1210 en santé et médecine
| Années de la santé et de la médecine : 1207 - 1208 - 1209 - 1210 - 1211 - 1212 - 1213    |
| Décennies de la santé et de la médecine : 1180 - 1190 - 1200 - 1210 - 1220 - 1230 - 1240 |

Cet article présente les faits marquants de l'année 1210 en santé et médecine.

## Événements

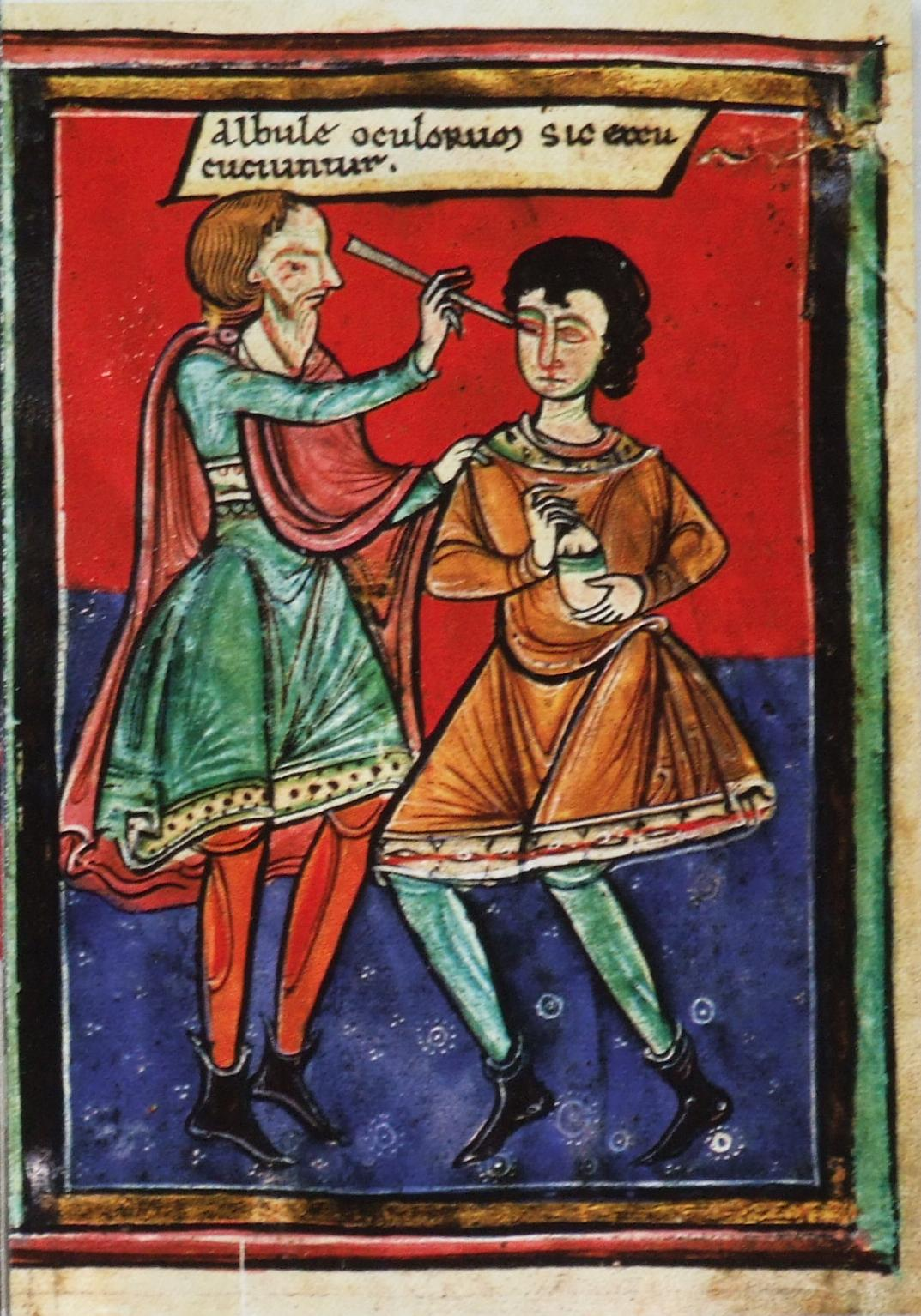
Opération chirurgicale
(fin du s.)

- Oybeck, premier sultan de Delhi, meurt écrasé par son cheval après une chute au cours d'une partie de polo[2].
- Le roi Philippe Auguste ordonne que toute la paille qui se trouve dans ses palais soit livrée à l'Hôtel-Dieu de Paris « chaque fois qu'[il] partir[a] pour aller coucher ailleurs[3] ».
- Deux petits hôpitaux et une léproserie sont attestés à L'Isle Jourdain, près de Toulouse en Languedoc[4].
- La communauté juive de Ratisbonne, en Bavière, dispose d'un hôpital[4].
- 1210-1211 ? : le roi Jean accorde à la léproserie de Sturbridge, dans le comté de Cambridge, la veille de l'Exaltation de la Sainte-Croix, une foire annuelle qui deviendra pour plusieurs siècles l'un des plus grands marchés d'Angleterre[5].
- Vers 1210-1250 : dates probables du séjour à Bologne de Roland de Parme, chirurgien de l'école de Salerne, élève de Roger et auteur en 1264 d'une Chirurgia, important traité de chirurgie plus connu sous le nom de Rolandina[6].

## Naissances
- Jean de Procida (mort en 1298), médecin et diplomate italien[7].
- Vers 1205[8] ou entre 1210 et 1220 : Pierre d'Espagne le Médecin de Compostelle[9] (mort en 1277), auteur de divers traités médicaux, de commentaires sur Hippocrate et Galien et, peut-être, de l'important Thesaurus pauperum.
- Vers 1210 : Guillaume de Salicet (mort en 1277), moine dominicain et médecin lombard[10].
- 1210 ou 1211 : Ibn al-Lubudi (mort en 1267 ou 1268), médecin arabe originaire d'Alep, auteur d'un important Recueil de discussions sur cinquante questions de psychologie et de médecine[11].

## Décès
- Vers 1210-1215 : Cyprien de Calamizzi (it) (né entre 1125 et 1140), médecin italo-grec, devenu higoumène du monastère de Saint-Nicolas de Calamizzi, près de Reggio et canonisé par l'Église catholique[12].